# Casque Mk. 6
Pour les articles homonymes, voir Mark VI.

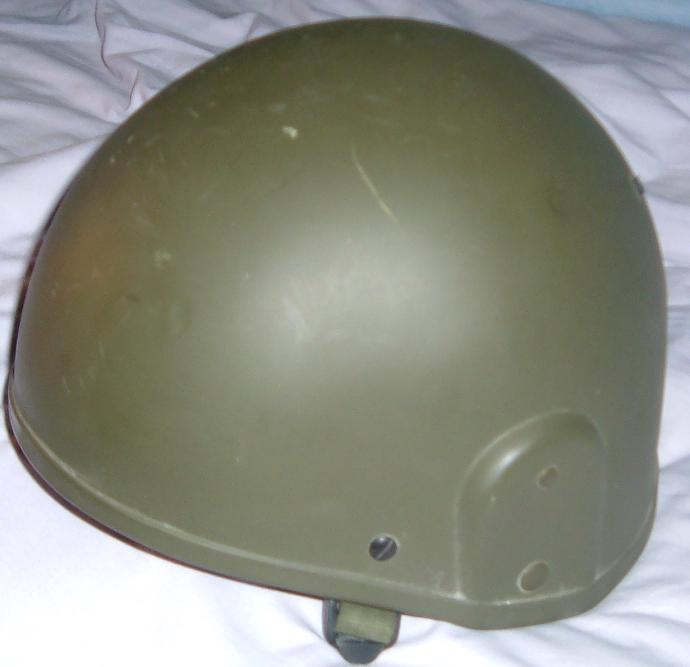
Un casque Mk 6 : Comme le couvre-casque est absent, sa surface en nylon balistique est apparente.

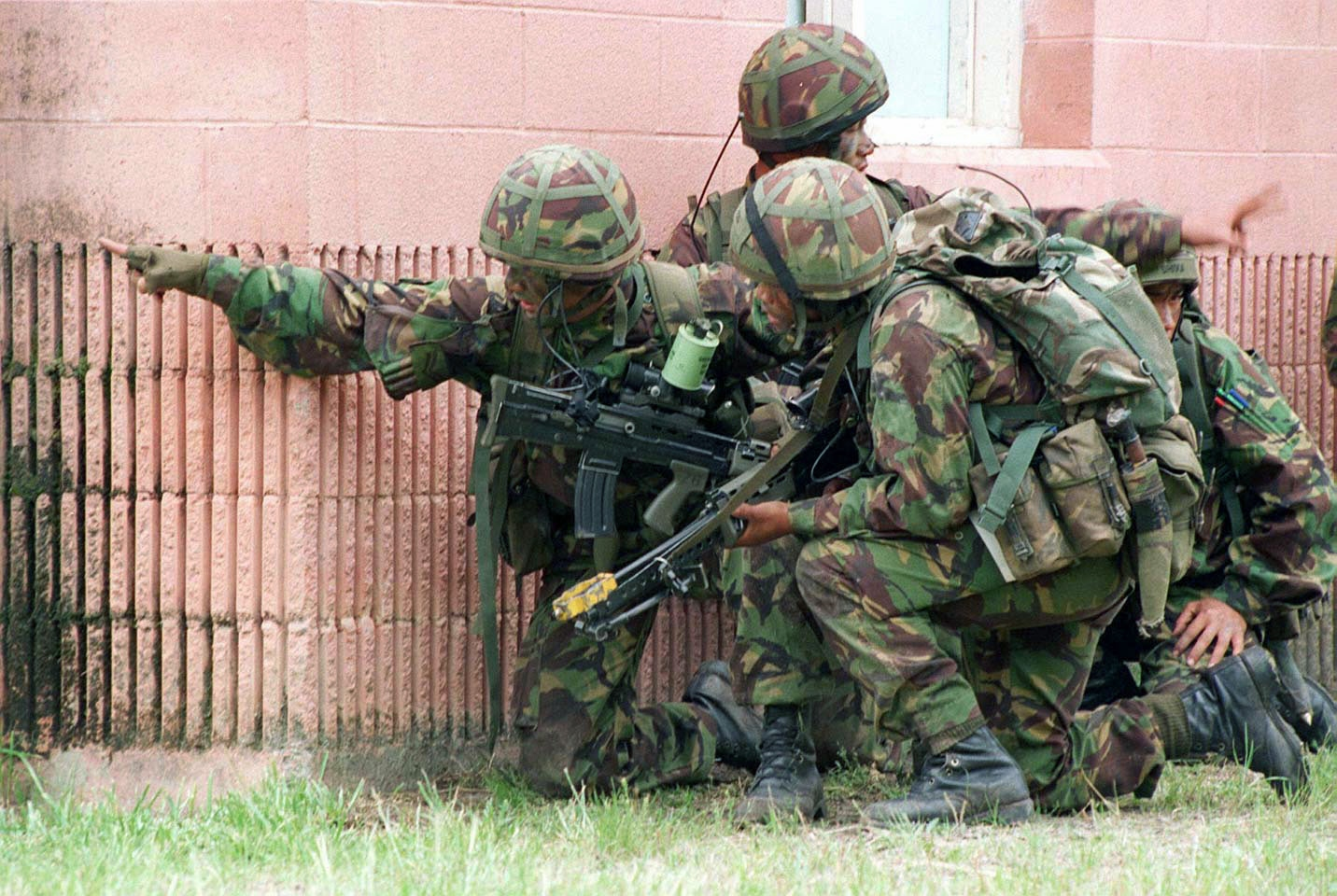
Soldats britanniques portant des casques Mk 6, avec le couvre-casque camouflage DPM, lors d'un exercice.

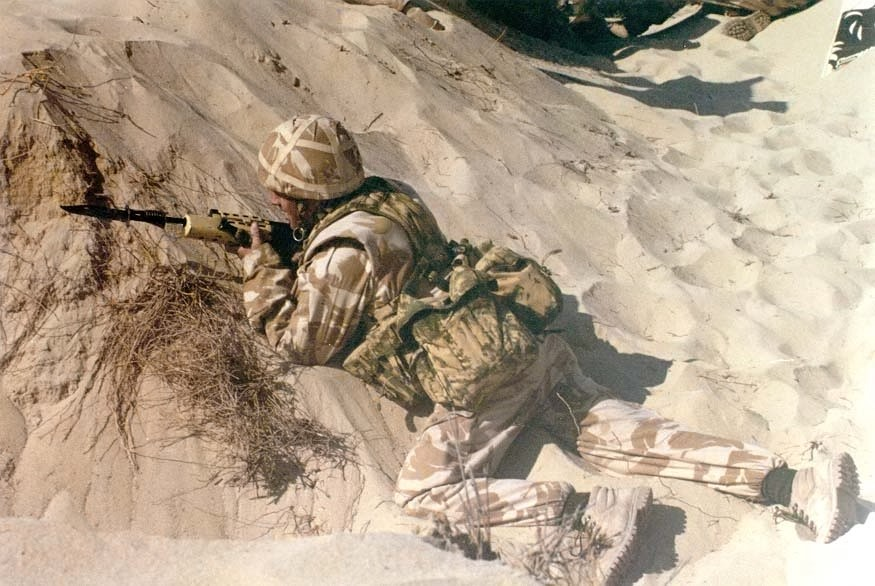
Soldat britannique portant un casque Mk 6, avec le camouflage désert DPM, pendant l'opération Granby.

Le casque Mk. 6 et son remplaçant, le Mk. 7, sont les casques standards des forces armées britanniques. Le Mk6 a remplacé à partir de 1986 le casque Mk III. Il est conçu pour permettre le port de protections auditives modernes, de radios (en), et de masques anti-gaz. Il est fabriqué par NP Aerospace, et aurait une « durée de vie quasi illimitée » selon son fabricant.
Le casque est vert foncé. L'armée utilise des couvre-casques pour le camoufler et l'adapter à différents environnements. Les Britanniques utilisent notamment le camouflage Disruptive Pattern Material dans les configurations tempérées et désert, mais aussi un couvre-casque blanc pour les environnements arctiques et pour les missions ONU la couleur bleue. Le Mk. 6 est parfois appelé le « battle bowler » (melon de bataille), un terme d'abord utilisé pour le casque Brodie.
On pense souvent, à tort, que Le Mk 6 est fabriqué à partir de kevlar alors qu'en fait, il est constitué de "nylon balistique" - fibre de nylon.

## Mk. 6A
En 2005, le casque Mk. 6 a commencé à être remplacé par une évolution de la conception originale, le casque Mk. 6A,. NP Aerospace fabrique également le Mk 6A. Bien qu'il ressemble beaucoup au Mk. 6, le Mk. 6A dispose d'une protection balistique renforcée et est légèrement plus lourd que son prédécesseur.